# Франк Буаден
Франк Буаден (фр. Franck Boidin, нар. 28 серпня 1972, Енен-Бомон, Франція) — французький фехтувальник на рапірах, бронзовий призер Олімпійських ігор 1996 року, дворазовий чемпіон світу.

## Виступи на Олімпіадах
| Олімпіада    | Дисципліна           | Місце |
| ------------ | -------------------- | ----- |
| Атланта 1996 | індивідуальна рапіра | 3     |